# Філон Візантійський
Філо́н Візанті́йський (грец. Φίλων Βυζάντιος, 280—220 роки до н. е.) — давньогрецький учений, математик, механік та письменник.

## Життєпис
Народився в місті Візантій. Про молоді роки його мало відомостей. Працював інженером спочатку в Александрії Єгипетській, а згодом на о. Родос. Був також задіяний як військовий майстер із засобів облоги міст та їхньої оборони. Займався питанням подвоєння кубу. На о. Родос він і помер.
З усіх наук, якими Філон займався, він склав праці, а також мав роботи з історії та географії.

## Праці
- Вступ до математики;
- Твір із загальної математики;
- З будівництва гавані;
- Белопетіка — щодо катапульт;
- Пневматика — про пристрої, що працюють під тиском повітря або води;
- Механічні діверсії;
- Підготовка до облоги;
- Поліоркетика — про військові машини та механізми для облоги міста;
- Таємні листи;
- Про сім чудес світу;
- Поема, присвячена історії Єрусалима.